# Halflives
Halflives é uma banda de rock alternativo sediada em Paris, França e também na Itália . Após lançar seu primeiro álbum de oito faixas "Empty Rooms". em 2017, fizeram uma turnê pela Europa e pelo Reino Unido, apoiando o Courage My Love . Em 2018, eles foram atrações principais em várias turnês na Europa continental e no Reino Unido e lançaram dois singles independentes, "Crown" e "Fugitive". No início de 2019, fizeram uma turnê no Reino Unido apoiando os grupos musicais The Faim e Chapel e apareceram no festival Rock for People . Em 2020 eles lançaram seu novo EP, "Resilience", incluindo o single "Time Bomb", com Kellin Quinn de Sleeping with Sirens . Eles fizeram uma turnê pela Europa no início de 2020 com o Icon for Hire .

## Membros
- Linda Battilani - Vocais
- Oscar Scantamburlo - Baixo
- Fede Bernardi - Bateria

## Discografia

### Álbuns de estúdio
- Empty Rooms (2017)

### EPs
- Resilience (2020)
- V (2021)

### Singles
- "Mayday" (2016), em Empty Rooms
- "Burn" (2016), em Empty Rooms
- "Echo" (2017), em Empty Rooms
- "Crown" (2018)
- "Fugitive" (2018)
- "Rockstar Everyday" (2019), em Resilience
- "Snake" (2020), em Resilience
- "Hard to Break" (2020), em Resilience
- "Villain" (2020) em V
- "Vibe" (2021) em V
- "Victim" (2021) em V